# 菲迪亞斯
菲迪亞斯（羅馬化：Phidias，直译：Pheidias，约前480年—前430年）是古希臘的雕刻家、畫家和建築師，被公認為最偉大的古典雕刻家。雅典人。
其著名作品為世界七大奇蹟之一的宙斯巨像和巴特農神殿的雅典娜巨像，兩者雖然都早已被毀，不過有許多古代複製品傳世，其中的雅典娜巨像甚至在二十世紀末，在美國有人做出1:1尺寸的翻版品。
据说巴特農神殿的埃爾金石雕，也是在他领导设计和监督下完成的，这些装饰雕刻主要藏于伦敦不列颠博物馆，被认为是古希腊雕刻全盛时期的代表作。

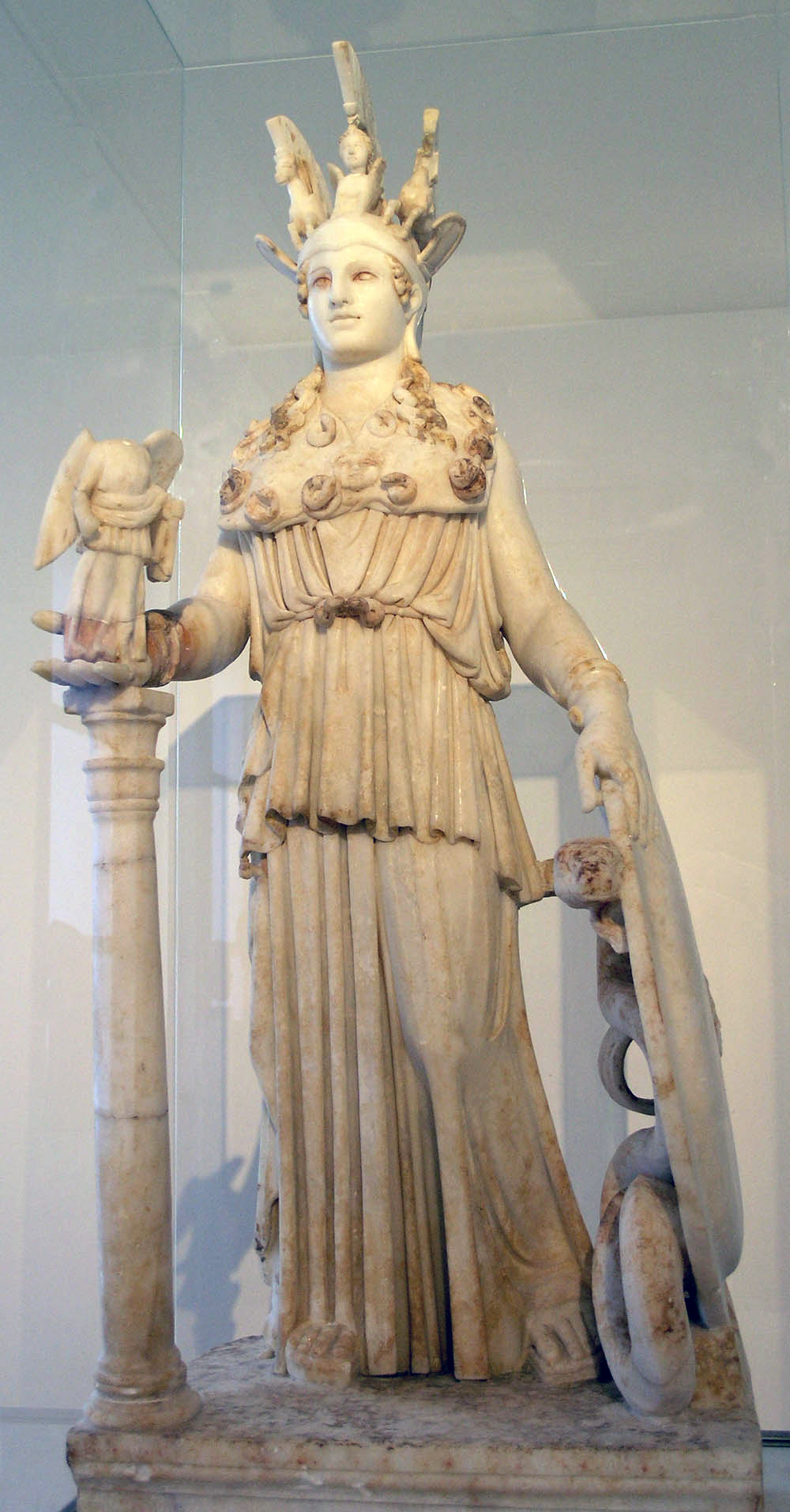
雅典娜像，羅馬複製品，收藏於希臘雅典國家考古博物館
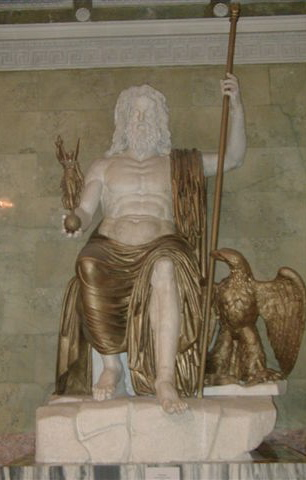
宙斯像，羅馬複製品（收藏於俄羅斯埃爾米塔日博物館）
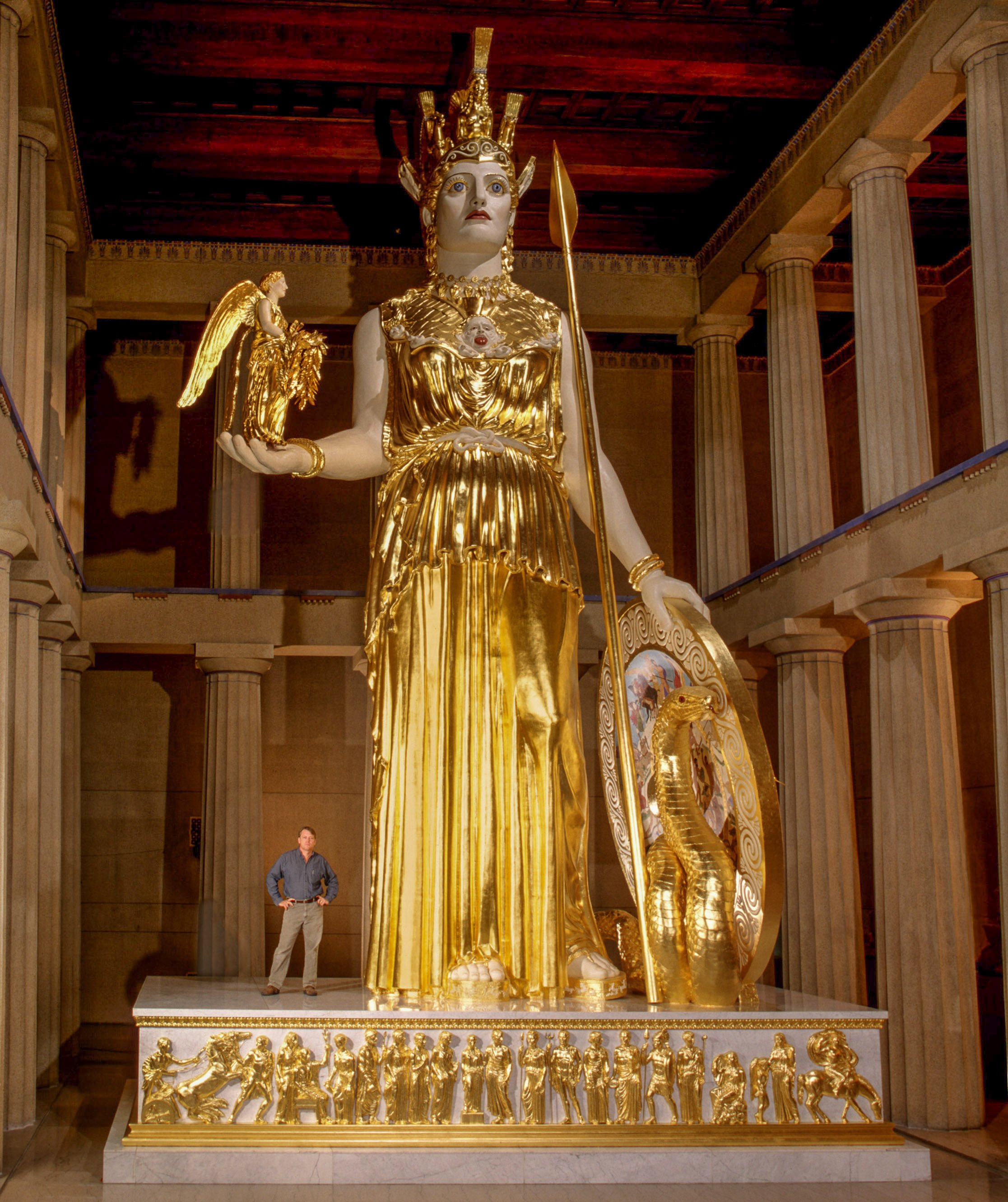
在美國納許維爾帕德嫩神廟重製版的1:1雅典娜雕像